# Alban Ramette
Pour les articles homonymes, voir Ramette.
Pas d'image ? Cliquez ici

a Compétitions nationales et continentales officielles uniquement.

Dernière mise à jour le 8 juin 2020.
Alban Ramette, né le 7 octobre 1998, est un joueur français de rugby à XV. Il évolue au poste de centre au CA Brive.

## Biographie
Alban Ramette commence le rugby à XV au Colmar Rugby Club (Colmar RC). Il rejoint ensuite le CA Brive et intègre son centre de formation où il joue en crabos et en espoir.
Il est en troisième année de droit à Brive-la-Gaillarde.
En 2017, il est champion de France espoir Élite 3 avec le CA Brive et finaliste en 2018.
À l'issue de la saison 2019-2020, il n'est pas conservé par le club,.